# Juan Sebastián Romero
Juan Sebastián Romero Leal (Bogotá, Colombia; 30 de julio de 1978-Bogotá, Colombia; 28 de febrero de 2011) fue un político y activista LGBT colombiano. Fue apodado por los medios de comunicación como el 'Milk' colombiano por ser el primer político abiertamente gay en ser elegido en un cargo de elección popular en Colombia.

## Biografía
Sebastián Romero vivió la mayor parte de su niñez y adolescencia en Pamplona, Norte de Santander, y en 1996 se mudó a Bogotá para iniciar sus estudios en biología en la Universidad Nacional de Colombia. Su trabajo como activista empieza en el 2000 cuando se vincula a un grupo estudiantil dedicado al activismo en la diversidad de la sexualidad (GAEDS-UN). En 2005 al lado de Blanca Inés Durán forman parte del Polo Democrático Alternativo y fundan el grupo político Polo de Rosa que buscaba posicionar a la población LGBT en el ámbito político nacional. Fue edil en la Junta Administradora Local de Chapinero, Bogotá, y como tal fue el primer candidato abiertamente gay en aspirar y ganar un cargo público de elección popular en Colombia. En 2010 es diagnosticado con VIH. Muere el 28 de febrero de 2011 por bronconeumonía.

## Carrera política y activismo

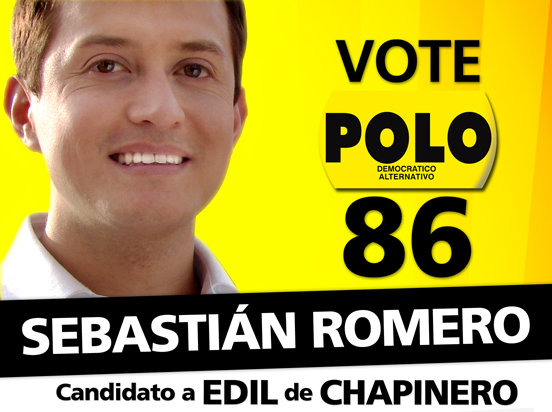
Pieza de campaña Sebatián Romero a la Junta Administradora Local (Colombia) de Chapinero

Su carrera política inicia liderando la creación del Polo de Rosa de la mano de Blanca Inés Durán en el partido de izquierda Polo Democrático Independiente, que luego se convirtió en el Polo Democrático Alternativo. En 2007 la Corte Constitucional de Colombia mediante Sentencia C-075 de 2007 otorga beneficios patrimoniales a las parejas homosexuales y Sebastián Romero y su compañero permanente hacen uso de dicha sentencia por primera vez en Colombia.
En 2007 lanza su campaña a la Junta Administradora Local de Chapinero como candidato abiertamente gay por el Polo Democrático Alternativo, apoyado por el Polo de Rosa. Se posesiona como edil en enero de 2008.  La recuperación de la Quebrada Las Delicias fue su apuesta principal de campaña y trabajo como edil. En un trabajo conjunto de la alcaldía de Blanca Durán, la Junta Administradora Local, Conservación Internacional y la comunidad del sector se logra recuperar la Quebrada las Delicias. Por su labor como político abiertamente gay se empieza a conocer como el 'Milk' colombiano gracias a un artículo de la antigua Revista Cambio y en referencia a Harvey Milk.

## Homenajes y eventos póstumos
- Distintos medios de comunicación, periodistas y políticos rinden homenaje a Sebastián Romero luego de su muerte.[8][9][10][11]
- Cuatro meses después de muerto, la emisora La Cariñosa de RCN Radio realizó un ataque homofóbico en contra del excompañero permanente por realizar un plantón en frente de Seguros La Previsora quien le negaba el seguro de vida a su excompañero. Este ataque generó indignación y rechazo en la opinión pública.[12][13][14][15]
- El exalcalde de Bogotá Gustavo Petro inauguró y nombró el centro comunitario LGBTI de Teusaquillo en honor a Sebastián Romero.[16][17]